# Einparameter-Untergruppe
In der Theorie  topologischer Gruppen ist eine Einparameter-Untergruppe ein stetiger Gruppenhomomorphismus aus der additiven Gruppe der reellen Zahlen in eine topologische Gruppe. Das Bild einer Einparameter-Untergruppe ist eine Untergruppe im gruppentheoretischen Sinne.

## Einparameter-Untergruppen von Lie-Gruppen
Sei {\displaystyle G} eine Lie-Gruppe, dann ist eine Abbildung
{\displaystyle \varphi :\mathbb {R} \rightarrow G}
eine Einparameter-Untergruppe, wenn die Abbildung  glatt und ein Gruppenhomomorphismus ist.
Für Homomorphismen zwischen Lie-Gruppen ist Glattheit äquivalent zu Stetigkeit.
Jede Einparameter-Untergruppe entspricht genau einem Element in der Lie-Algebra von {\displaystyle G}.
Je nach Zugang wird die Lie-Algebra manchmal sogar definiert als die Menge der Einparameter-Untergruppen.

## Beispiele
- Die stetigen Gruppenhomomorphismen {\displaystyle \mathbb {R} \to \mathbb {R} } von der additiven Gruppe der reellen Zahlen in sich selber sind genau die Abbildungen {\displaystyle x\mapsto \lambda x} für ein festes {\displaystyle \lambda \in \mathbb {R} }.
- Die stetigen Gruppenhomomorphismen {\displaystyle \mathbb {R} \to \mathbb {R} ^{\times }} von der additiven Gruppe der reellen Zahlen in die multiplikative Gruppe der von Null verschiedenen reellen Zahlen sind genau die Abbildungen {\displaystyle x\mapsto a^{x}} für ein festes {\displaystyle a\in \mathbb {R} _{>0}}.